# Лејк Кајова (Тексас)
Лејк Кајова (енгл. Lake Kiowa) насељено је место без административног статуса у америчкој савезној држави Тексас.

## Демографија
По попису из 2010. године број становника је 1.906, што је 23 (1,2%) становника више него 2000. године.
| Група             | 2000.         | 2010.         |
| Белци             | 1.812 (96,2%) | 1.821 (95,5%) |
| Афроамериканци    | 2 (0,1%)      | 5 (0,3%)      |
| Азијати           | 7 (0,4%)      | 8 (0,4%)      |
| Хиспаноамериканци | 33 (1,8%)     | 46 (2,4%)     |
| Укупно            | 1.883         | 1.906         |